# Joan Severance

Severance w 2005 roku

Joan Marie Severance (ur. 23 grudnia 1958 w Houston) – amerykańska modelka, aktorka i producentka filmowa.

## Życiorys

### Dzieciństwo
Urodziła się w Houston w Teksasie jako córka Marthy Severance i Johna C. Severance’a, inżyniera systemów IBM. Jako dziecko dorastała w ciągłych podróżach po świecie. Jej rodzina mieszkała na Bliskim Wschodzie, lecz musiała wyjechać z Libii podczas wojny sześciodniowej w 1967 i osiedliła się w Stanach Zjednoczonych. 

### Kariera
Kiedy miała piętnaście lat dorabiała jako modelka, zdobywając pieniądze na naukę. W 1977 ukończyła szkołę Westbury High School w Houston, w stanie Teksas. Chciała studiować weterynarię, jednak zabrakło jej na to finansów. Startowała w konkursie piękności Miss Houston i podjęła pracę początkowo dla agencji Elite Model Management w Nowym Jorku, która wysłała ją do Paryża. Uczestniczyła w kampaniach reklamowych Chanel i Versace oraz reklamach perfum Windsong, szamponu Breck, Revlon, L’Oréal i Maybeline. Pojawiała się na okładkach międzynarodowych edycji czasopism: „Vogue”, „Madame Figaro” i „Playboy”.
Później zaczęła otrzymywać propozycje filmowe. Jej kinowym debiutem była epizodyczna rola dziewczyny w czarnym kostiumie w Zabójcza broń (Lethal Weapon, 1987) u boku Mela Gibsona. Następnie pojawiła się gościnnie w serialach: CBS Mike Hammer (1987) ze Stacym Keachem, ABC Max Headroom (1988) i Prawo Murphy’ego (Murphy's Law, 1989) i Wicked Wicked Games (2006-2007) z Tatum O’Neal. 
W serialu CBS Cwaniak (Wiseguy, 1987-88) była bezwzględną Susan Profitt, romansującą z Vinnie Terranovą (Ken Wahl). W 1988 wystąpiła w teledysku słynnej niemieckiej hardrockowej grupy Scorpions do piosenki „Rhythm Of Love”, a w 1990 w wideoklipie zespołu Roxy Music do piosenki „My Only Love”.
Zagrała w komedii kinowej Nic nie widziałem, nic nie słyszałem (See No Evil, Hear No Evil, 1989) u boku Richarda Pryora i Gene'a Wildera oraz filmach klasy B, m.in. wrestlingowym obrazie Wszystkie chwyty dozwolone (No Holds Barred, 1989) z udziałem Hulka Hogana, komedii Prawie w ciąży (Almost Pregnant, 1992) z Tanyą Roberts, telewizyjnym melodramacie Jezioro Consequence (Lake Consequence, 1993) z Billym Zane, dreszczowcu na podstawie scenariusza Johna Allena Nelsona Kryminalna pasja (Criminal Passion, 1994) u boku Anthony'ego Johna Denisona, dreszczowcu Zemsta (Payback, 1995) i dramacie telewizyjnym Człowiek, który lubił latać (Frequent Flyer, 1996) z Shelley Hack i Jackiem Wagnerem.

## Życie prywatne
Severance była w latach 1977-84 żoną modela Erica Milana.

## Wybrana filmografia

### Filmy kinowe
- 1987: Zabójcza broń (Lethal Weapon) jako dziewczyna w czarnym kostiumie
- 1989: Nic nie widziałem, nic nie słyszałem (See No Evil, Hear No Evil) jako Eve
- 1989: Wszystkie chwyty dozwolone (No Holds Barred) jako Samantha
- 1989: Gra o wysoką stawkę (Worth Winning) jako Lizbette
- 1990: Ptaszek na uwięzi (Bird on a Wire) jako Rachel Varney
- 1992: Prawie w ciąży (Almost Pregnant) jako Maureen Mallory
- 1994: Kryminalna pasja (Criminal Passion) jako Melanie Hudson
- 1995: Zemsta (Payback) jako Rose Gullerman
- 1996: Wizerunek mordercy (Profile for Murder) jako dr Hanna Carras
- 1999: Ostatnie uwiedzenie II (The Last Seduction II) jako Bridget Gregory
- 2001: Cause of Death  jako Angela Carter
- 2005: Taylor  jako Leigh
- 2006: Last Sunset  jako Lisa Wayne
- 2014: Sharkproof  jako Connie Krebs

### Filmy TV
- 1993: Jezioro Consequence (Lake Consequence) jako Irene
- 1993: Pamiętnik Czerwonego Pantofelka (Red Shoe Diaries 2: Double Dare) jako kobieta
- 1993: Czarny Skorpion (Black Scorpion) jako Darcy
- 1996: Człowiek, który lubił latać (Frequent Flyer) jako Alison Rawlings
- 1997: Czarny Skorpion 2: Wstrząsy (Black Scorpion II: Aftershock) jako  Darcy Walker / Black Scorpion
- 2003: Mystery Woman jako Mary Stenning
- 2016: Narzeczona z przypadku (Accidental Engagement) jako Sandy Byers

### Seriale TV
- 1987: Mike Hammer jako Pauline
- 1988: Cwaniak (Wiseguy) jako Susan Profitt
- 1988: Max Headroom jako dziewczyna Zik-Zak
- 1989: Prawo Murphy'ego (Murphy's Law) jako Alex Kovac
- 1993: Prawnicy z Miasta Aniołów jako Lauren Chase
- 1997: Portret zabójcy jako Christine Logan
- 1998-99: Statek miłości (Love Boat: The Next Wave) jako szef ochrony Camille Hunter
- 2003: Pogoda na miłość jako Cynthia Price
- 2004: Agent w spódnicy jako Lauren Drake
- 2005: CSI: Kryminalne zagadki Miami jako Sophie Townsend
- 2006-2007: Wicked Wicked Games jako Anna Whitman
- 2013: Masters of Sex jako Leona
- 2016: Agenci NCIS: Los Angeles jako Mary Reynolds